# Ayot St Peter
Ayot St Peter – wieś w Anglii, w hrabstwie Hertfordshire, w dystrykcie Welwyn Hatfield. Leży 12 km na zachód od miasta Hertford i 36 km na północ od centrum Londynu.